# Grand Prix Australii 2020
Grand Prix Australii 2020, oficjalnie Formula 1 Rolex Australian Grand Prix 2020 – pierwsza eliminacja Mistrzostw Świata Formuły 1 sezonu 2020. Grand Prix na torze Albert Park Circuit pierwotnie miało odbyć się w dniach 13–15 marca 2020, jednak zostało ono odwołane przez organizatorów ze względów bezpieczeństwa, spowodowanego szerzeniem się zakażeń wirusem SARS-CoV-2.

## Tło
Grand Prix Australii 2020 miało być 36. edycją tego Grand Prix, 25. Grand Prix rozgrywaną na torze Melbourne Grand Prix Circuit i 1019. w historii Formuły 1.

### Zmiany w zespołach
Po czternastu latach startów, zespół Scuderia Toro Rosso zmienił nazwę na Scuderia AlphaTauri. W składach kierowców doszło tylko do dwóch zmian – w zespole Renault partnerem zespołowym Daniela Ricciardo został Esteban Ocon, który powróci do Formuły 1 po roku nieobecności, natomiast w ekipie Williams zadebiutuje Nicholas Latifi, który zastąpił Roberta Kubicę, który z kolei został trzecim kierowcą Alfa Romeo Racing.

### Wycofanie się McLarena i odwołanie wyścigu
12 marca 2020, zespół McLaren poinformował, że ze względu na pozytywny wynik na obecność koronawirusa u jednego z ich pracowników, w trosce o bezpieczeństwo i zdrowie osób zaangażowanych w mistrzostwa Formuły 1 wycofa się z udziału w wyścigu. Na dwie godziny przed rozpoczęciem pierwszej sesji treningowej, władze Formuły 1, FIA i organizatorzy wyścigu o Grand Prix Australii podjęli decyzję o odwołaniu wyścigu. Udział w wyścigu deklarowały tylko ekipy Racing Point, Scuderia AlphaTauri i Red Bull Racing.

## Lista startowa
| Nr | Kierowca           | Zespół                                 | Samochód                           | Silnik                              | Opony |
| -- | ------------------ | -------------------------------------- | ---------------------------------- | ----------------------------------- | ----- |
| 3  | Daniel Ricciardo   | Renault DP World F1 Team               | Renault R.S.20                     | Renault Renault E-Tech 20 1.6 V6T   | P     |
| 5  | Sebastian Vettel   | Scuderia Ferrari                       | Ferrari SF1000                     | Ferrari 065 1.6 V6T                 | P     |
| 6  | Nicholas Latifi    | ROKiT Williams Racing                  | Williams FW43                      | Mercedes M11 EQ Performance 1.6 V6T | P     |
| 7  | Kimi Räikkönen     | Alfa Romeo Racing ORLEN                | Alfa Romeo C39                     | Ferrari 065 1.6 V6T                 | P     |
| 8  | Romain Grosjean    | Haas F1 Team                           | Haas VF-20                         | Ferrari 065 1.6 V6T                 | P     |
| 10 | Pierre Gasly       | Scuderia AlphaTauri Honda              | AlphaTauri AT01                    | Honda RA620H 1.6 V6T                | P     |
| 11 | Sergio Pérez       | BWT Racing Point F1 Team               | Racing Point RP20                  | Mercedes M11 EQ Performance 1.6 V6T | P     |
| 16 | Charles Leclerc    | Scuderia Ferrari                       | Ferrari SF1000                     | Ferrari 065 1.6 V6T                 | P     |
| 18 | Lance Stroll       | BWT Racing Point F1 Team               | Racing Point RP20                  | Mercedes M11 EQ Performance 1.6 V6T | P     |
| 20 | Kevin Magnussen    | Haas F1 Team                           | Haas VF-20                         | Ferrari 065 1.6 V6T                 | P     |
| 23 | Alexander Albon    | Aston Martin Red Bull Racing           | Red Bull RB16                      | Honda RA620H 1.6 V6T                | P     |
| 26 | Daniił Kwiat       | Scuderia AlphaTauri Honda              | AlphaTauri AT01                    | Honda RA620H 1.6 V6T                | P     |
| 31 | Esteban Ocon       | Renault DP World F1 Team               | Renault R.S.20                     | Renault Renault E-Tech 20 1.6 V6T   | P     |
| 33 | Max Verstappen     | Aston Martin Red Bull Racing           | Red Bull RB16                      | Honda RA620H 1.6 V6T                | P     |
| 44 | Lewis Hamilton     | Mercedes-AMG Petronas Formula One Team | Mercedes-AMG F1 W11 EQ Performance | Mercedes M11 EQ Performance 1.6 V6T | P     |
| 63 | George Russell     | ROKiT Williams Racing                  | Williams FW43                      | Mercedes M11 EQ Performance 1.6 V6T | P     |
| 77 | Valtteri Bottas    | Mercedes-AMG Petronas Formula One Team | Mercedes-AMG F1 W11 EQ Performance | Mercedes M11 EQ Performance 1.6 V6T | P     |
| 99 | Antonio Giovinazzi | Alfa Romeo Racing ORLEN                | Alfa Romeo C39                     | Ferrari 065 1.6 V6T                 | P     |
| Nr | Kierowca           | Zespół                                 | Samochód                           | Silnik                              | Opony |